# A1高速公路 (突尼西亞)
A1高速公路是突尼斯共和国的一条高速公路，連接首都突尼斯城与第二大城市斯法克斯，全长247公里。始建于1981年，于2008年延伸至斯法克斯。

## 参见

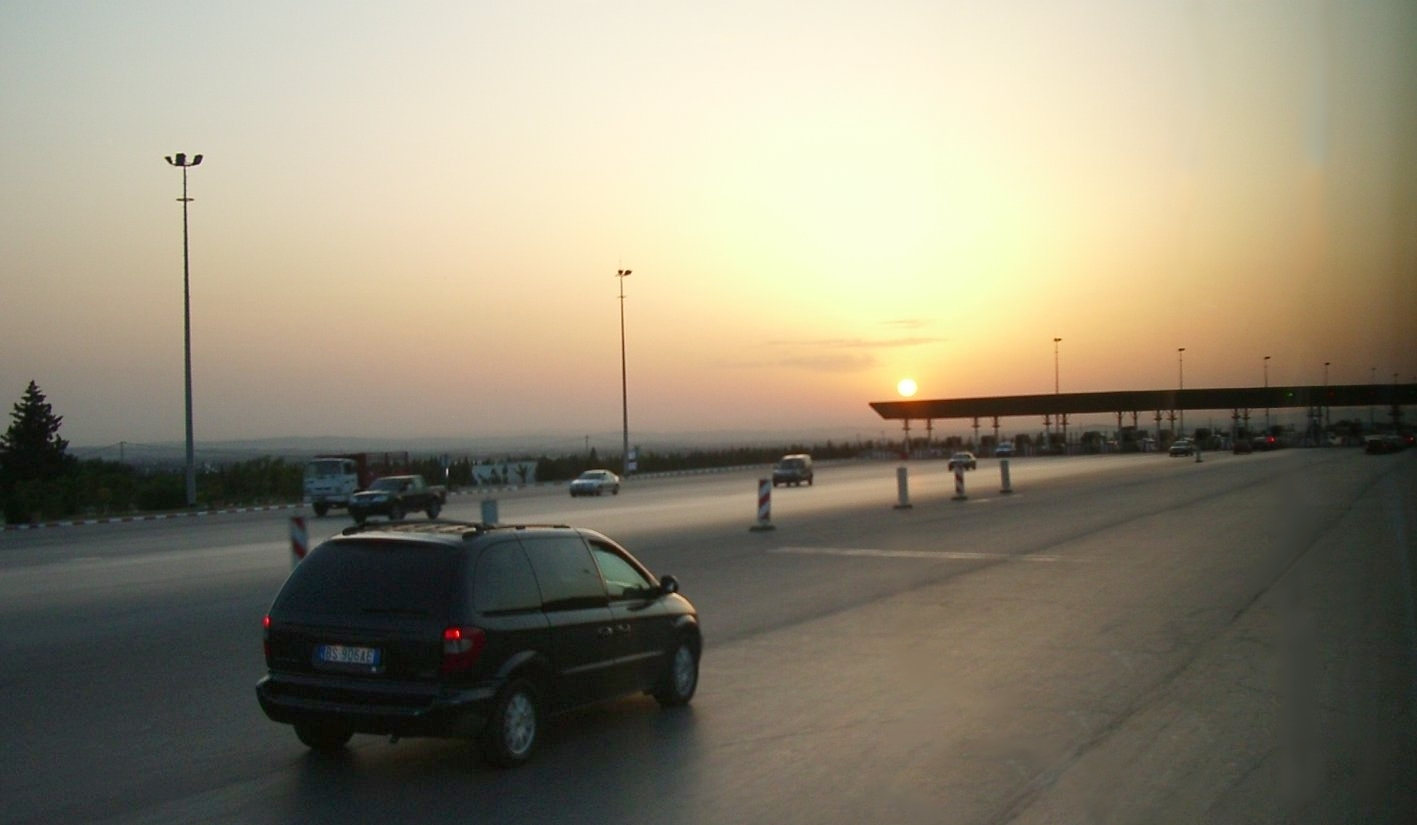
在日落時的A1高速公路